# Trafikplats Linköping Västra

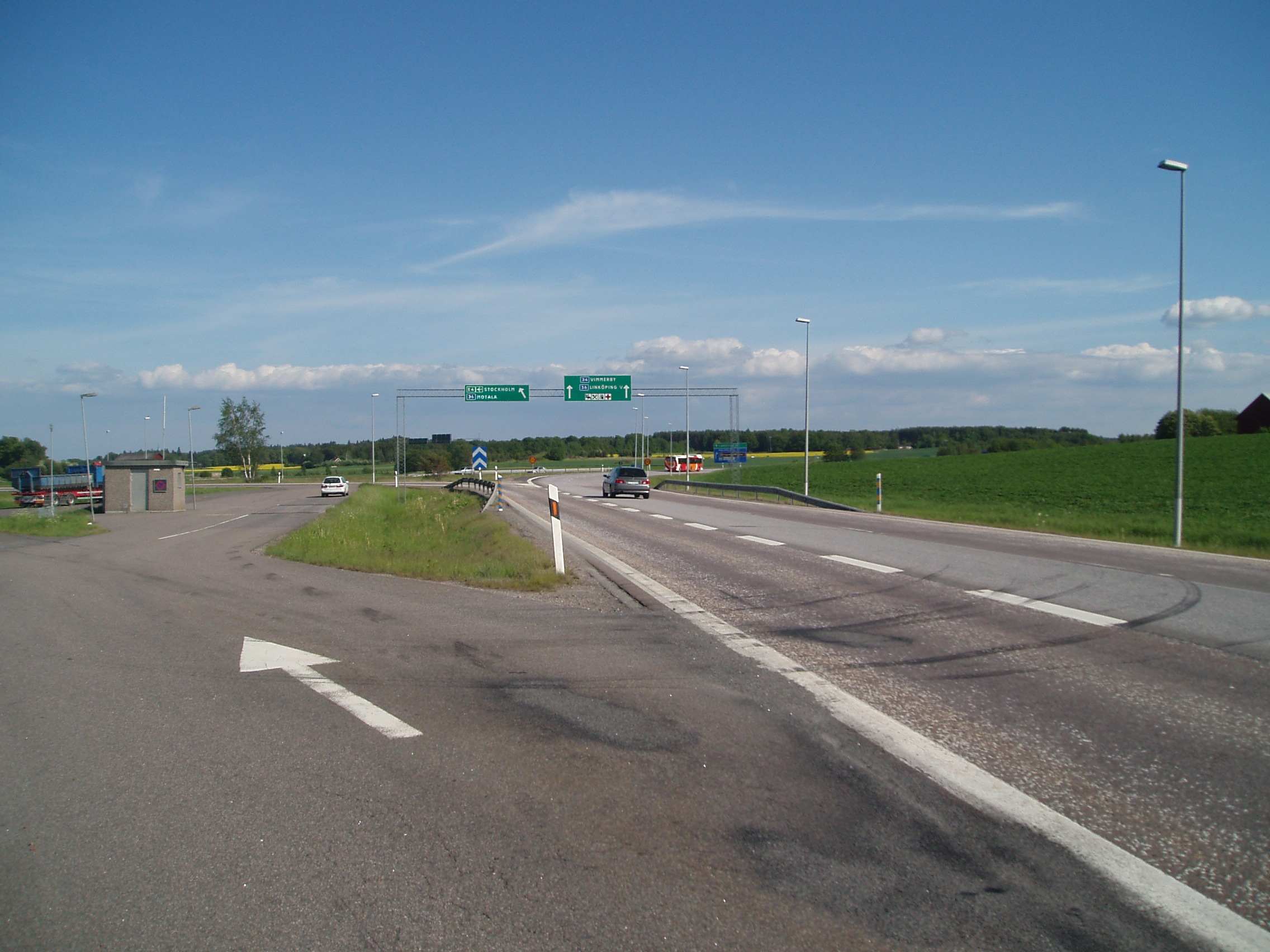
Trafikplats Linköping västra, riktning mot Linköping.

Trafikplats Linköping Västra, avfartsnummer 111, tidigare Trafikplats Tift, är en stor trafikplats nordväst om Linköpings tätort, där E4 korsar riksväg 34. Trafikplatsen har motorväg åt tre håll och motortrafikled (2+1-väg) åt det fjärde. E4-motorvägen, på vilken den har avfartsnummer 111, passerar obehindrat tvärs över. Under den leds trafik i vad som påminner om en stor cirkulationsplats, men som inte är en sådan utan i stället vad man kan kalla en enkelriktad motorväg som går i en tillplattad cirkel med fyra stycken förgreningsförberedande filvalsraksträckor. Dess diameter är som störst nära 600 meter. Från denna slussas trafiken ut på E4:s påfarter i båda riktningarna liksom på Malmslättsvägen och motortrafikleden mot Motala, och på samma sätt kommer trafik in från dessa vägar.
Skyltorter från E4 är Motala, Vimmerby och Linköping V. Från riksvägen skyltar man främst med Stockholm och Helsingborg upp på E4.
Undre delen av trafikplatsen påminner om en cirkulationsplats men hela "cirkeln" har motorvägsstatus. Hastighetsgränsen är här nedsatt till 70 km/h.
I den södra delen finns en poliskontrollplats.

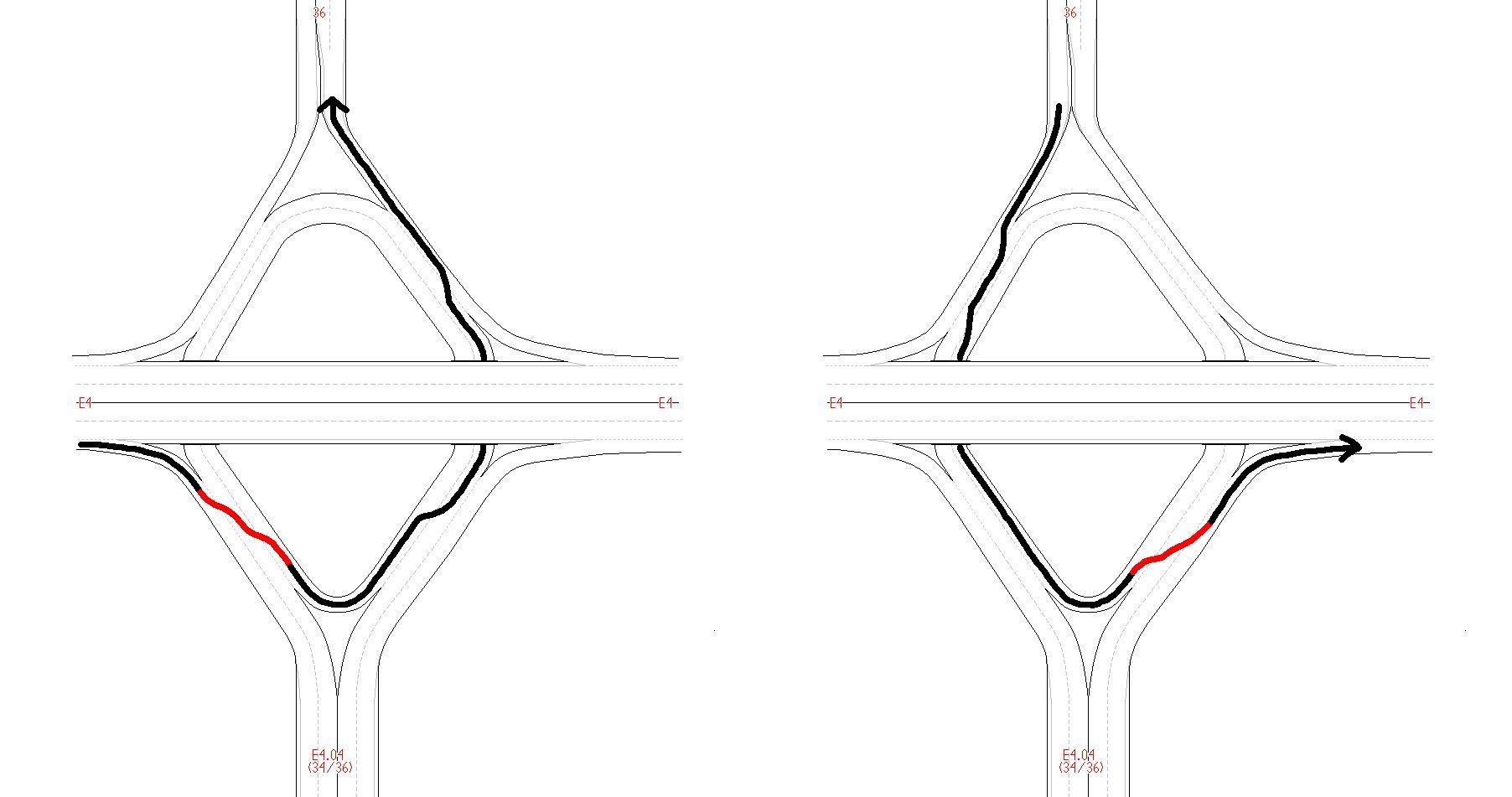
På grund av den högre trafikmängden har riksväg 34 söderut prioriterats med två körfält, vilket har lett till att två av vänstersvängarna genom trafikplatsen kräver ett dubbelt körfältsbyte (rödmarkerat), med risk för olyckor.